# Vivi-Anne Hildegard Hulten
Vivi-Anne Hildegard Hulten (n. 25 august 1911, Antwerpen, Flandra, Belgia – d. 15 ianuarie 2003, Corona del Mar⁠(d), California, SUA) a fost o patinatoare artistică ce a reprezentat Suedia, medaliată olimpică. A participat la 2 ediții ale Jocurilor Olimpice (1932, 1936) în care a câștigat o medalie de bronz.